# Kabinett Jung
Das Kabinett Jung bildete die Landesregierung des Volksstaates Hessen vom 20. September 1933 bis zum 1. März 1935 unter Ministerpräsident Philipp Wilhelm Jung.

## Mitglieder
| Amt                         | Name                 | Bild | Partei | Partei |
| --------------------------- | -------------------- | ---- | ------ | ------ |
| Ministerpräsident           | Philipp Wilhelm Jung |      |        | NSDAP  |
| Finanzen                    | Philipp Wilhelm Jung |      |        | NSDAP  |
| Inneres                     | Philipp Wilhelm Jung |      |        | NSDAP  |
| Justiz bis 4. Dezember 1934 | Philipp Wilhelm Jung |      |        | NSDAP  |
| Bildungswesen               | Philipp Wilhelm Jung |      |        | NSDAP  |